# Салоникский фронт
Салоникский фронт 1915—1918 (серб. Солунски фронт, англ. Macedonian Front) — фронт боевых действий, возникший в Первую мировую войну в октябре — ноябре 1915 года после высадки в Салониках, на территории Греции, англо-французского экспедиционного корпуса.
Именно на этом фронте произошли первые братания Первой мировой войны между болгарскими и русскими солдатами.

## Высадка англо-французского экспедиционного корпуса
Высадка первых эшелонов французов началась рано утром 5 октября 1915 года на набережной в западной части салоникской гавани, куда ещё ночью стали стекаться толпы любопытных. В порту к тому времени стояли несколько больших океанских пароходов под охраной французских и английских миноносцев; на внешнем же рейде Салоник стояли броненосцы и бронированные крейсеры. Высадка была произведена в образцовом порядке. Греческие жандармы все время сдерживали натиск толпы любопытных. На набережной находились комендант салоникской крепости полковник Месалас и французские полковники Буске и Барте, прибывшие из Ниша в сопровождении французского военного атташе. Рядом с ними находились несколько сербских штаб-офицеров и ряд французских и английских гражданских чинов. Французские войска высаживались по ротам в образцовом порядке и с барабанным боем направлялись на главный сборный пункт. Один отряд немедленно был выделен для охраны железнодорожной линии, ведущей к сербской границе.

## Открытие Салоникского фронта
Первоначально экспедиционный корпус состоял из 5 британских и 3 французских дивизий, всего 150 тысяч человек, под командованием генерала Мориса Саррая. Позже корпус был развёрнут в Восточную армию, которой с декабря 1917 года командовал генерал А. Гийома, а с июня 1918 года — генерал Л. Ф. Франше д´Эспере. В состав армии были включены французская Восточная армия и британская Салоникская армия (под командованием Брайана Махона в ноябре 1915—мае 1916). В течение 1916 года в состав армии были включены 2-я Особая русская пехотная бригада (генерал-майора Дитерихса) и 4-я Особая русская пехотная бригада (генерал-майора М. Н. Леонтьева) (примерно 18 тысяч человек).
Фронт был создан для оказания помощи сербской армии и совместного отражения австро-германо-болгарского наступления на Сербию.
Помощь союзников сербской армии оказалась запоздалой. Основной причиной задержки было отсутствие свободных сил союзников из-за критической ситуации на Западном фронте.  К концу 1915 года Сербия была оккупирована, а войска Антанты отошли в район города Салоники. Союзникам противостояли 2 болгарские армии, усиленные германскими частями — всего 13 пехотных дивизий.

## 1916 год

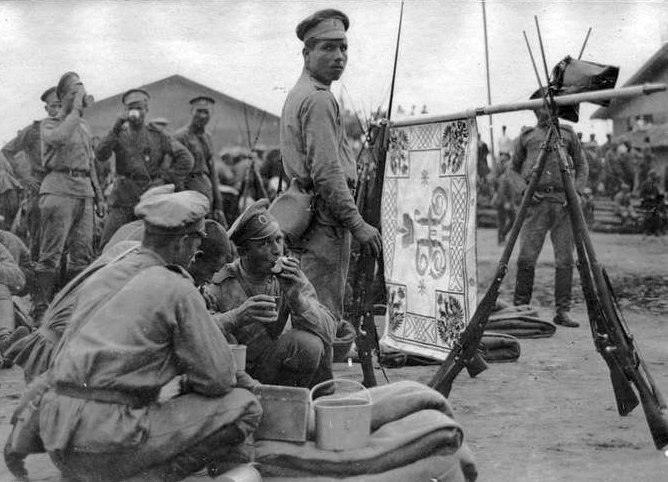
Русские войска на привале в Салониках (1916)

Русские войска Особой бригады прибывают в Салоники

Салоникский фронт в 1916—1917 годах

По условиям договора с Румынией, по которым она должна была вступить в войну на стороне Антанты, союзники запланировали в августе 1916 года наступление русско-румынских войск к югу от Дуная, а Салоникской армии (5 английских, 4 французских, 6 сербских, 1 итальянская пехотные дивизии и одна русская пехотная бригада) — в направлении на реки Вардар и Струму. Превентивное наступление болгарских войск 17 августа значительно ослабило Салоникскую армию. Её наступление, начатое 1 сентября, закончилось в ноябре 1916 года выходом союзных войск на линию Гевгелия (Джевджелия) — Корча и занятием района Монастира.

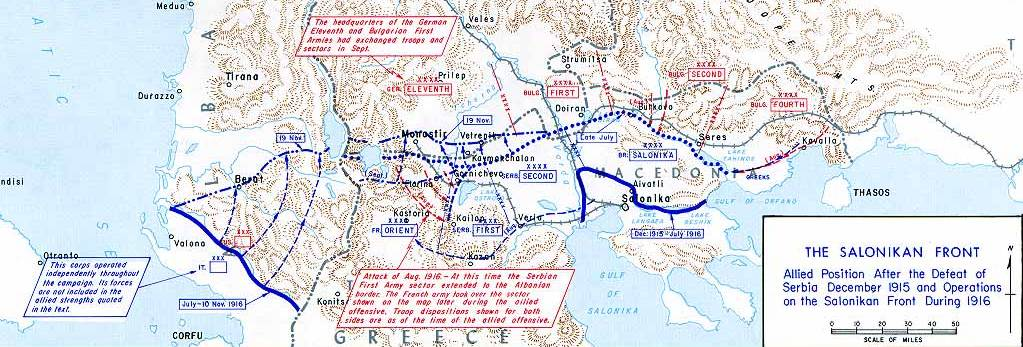
Военные действия на Салоникском фронте, 1916 год.

17 августа, в день заключения соглашения с Румынией, болгары сами перешли в наступление на армии генерала Саррайля, нанеся удары одновременно по обоим слабым флангам союзников в районе Дойрана и в Западной Македонии. Быстрому наступлению болгар способствовало сохранение нейтралитета Грецией. В это время в последней развернулась открытая конфронтация между политическим лагерем роялистов, сторонников короля Константина I, и либералов, сторонников премьер-министра Элефтериоса Венизелоса. Последние выступали за необходимость немедленного вступления Греции в войну, король наоборот хотел как можно дольше сохранять за Грецией нейтралитет. Наконец политическая борьба обернулась национальным расколом для Греции.
В момент прибытия войск генерала Дитерихса на Салоникский фронт неудачно вступила в войну Румыния, сразу начав терпеть поражения. Войскам Салоникского фронта пришлось срочно спасать нового «союзника», и Верховный командующий межсоюзническими войсками генерал Саррайль бросил 2-ю Особую бригаду, сосредоточение которой ещё было не завершено, на ликвидацию прорыва болгар, сумевших упредить наступление всего Салоникского фронта в поддержку Румынии.
На фракийском побережье болгары утвердились на восточном берегу реки Струмы и заняли города Серес и Драму, а 24 августа заняли порт Кавалу, выйдя на побережье Эгейского моря. Это стало возможным в результате национального раскола в Греции, поскольку лояльные королю Константину и одновременно противники премьер-министра Э. Венизелоса офицеры приказали гарнизонам на перевале Рупел сложить оружие и были отправлены немцами в плен в Силезию.
Франция сдачу Кавалы расценила как предательство со стороны греческого правительства и союзному флоту пришлось выбивать болгарский отряд из порта Кавалы с помощью артиллерии.
Вскоре стала очевиден характер демонстрации болгарского наступления на этом направлении, и что основной удар болгарами наносится в направлении на Монастырь-Острово, против Сербской армии. 1-я болгарская армия здесь атаковала левое крыло 3-й сербской армии и отбросила югославян к Костуру от Лерины, а левый фланг Дунайской дивизии к Островскому озеру. Сербам пришлось оставить Флорину, Баницу, а 23 августа болгары захватили линию высот в районе Моглены. В итоге болгарам удалось охватить с двух сторон группировку союзных войск.
Такое положение беспокоило Саррайля, который собрал 20 августа у себя всех старших военачальников союзных контингентов. На совещании впервые присутствовал и начальник 2-й Особой бригады генерал-майор М. К. Дитерихс. На совещании обсуждался вопрос о срочном сосредоточении всех сил на направлении болгарских ударов и отражении их атак и переходе самим в наступление на западном, сербском направлении.
На угрожаемый участок Сербское командование перебросило Вардарскую дивизию и 1-ю Тимокскую бригаду из состава 2-й армии. На левом же фланге, южнее озера Острово, Саррайль хотел создать сильную группу в составе 2-й французских дивизий и русской 2-й Особой бригады под общим командованием командующего французской Восточной армией генерала Кордонье. В задачу этой группировки входило обойти правый фланг болгар наступлением вдоль хребта Баба Нарецка на Флорину и Монастырь (Битоль).
2-я Особая бригада Дитерихса оказалась, вместе со слабыми численно 57-й и 156-й французскими дивизиями, в составе ударной группировки, в задачу которой было поставлено своим манёвром решить исход предстоящего сражения. Из состава русской бригады в этот момент был готов к срочному выступлению лишь 3-й особый полк, ослабленный выделением погонщиков к мулам, однако в сложившейся обстановке генерал Дитерихс решил двинуться вместе с ним, не дожидаясь окончания подготовки 4-го особого полка бригады.
Первый бой русских частей на Салоникском фронте произошёл 10 сентября 1916 года, когда имея в своём распоряжении всего лишь один полк и свой собственный штаб, генерал Дитерихс вышел в бой совместно с французскими частями. После отражения атаки болгарской пехоты союзники начали приготовления к занятию города Монастырь (Битола) на юге сербской Македонии, главный удар наносили войска Восточного участка фронта, и бригада Дитерихса оказалась на острие. Несмотря на тяжёлые горные условия, в которых приходилось вести наступление, 17 сентября союзники овладели ключевой позицией на подступах к Монастырю — городом Флорина и одна из целей наступления была достигнута — началось отступление болгар на север.

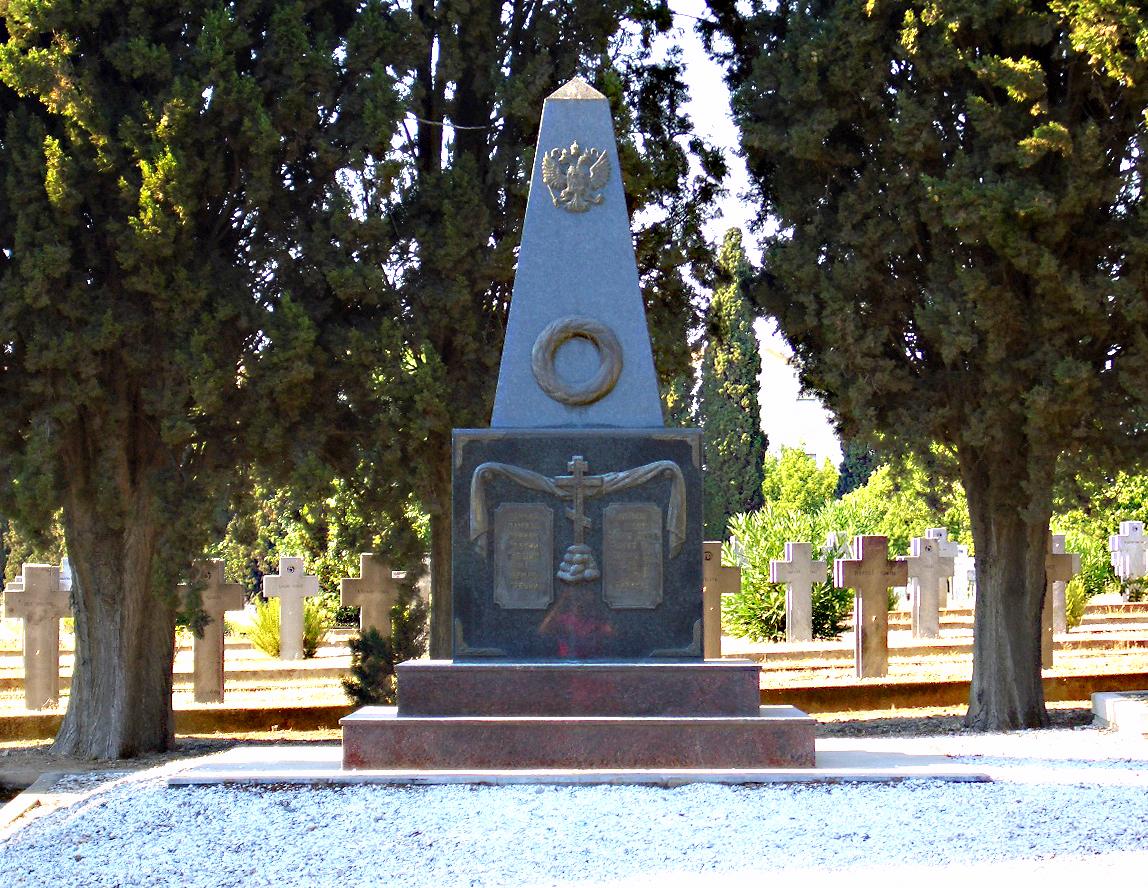
Российский монумент на Союзном кладбище Зейтенлик.

## 1917 год
Начало общего наступления войск Антанты на Балканах несколько раз откладывалось и, наконец, оно было назначено на 25 апреля. По замыслу Саррайля, первыми должны были атаковать англичане и французы с целью сковать противника и отвлечь его внимание, после чего должны были начать решительное наступление сербы. Англичане произвели две ночных атаки — 25 апреля и 8 мая, не давшие крупных результатов, но вызвавшие большие потери у наступающего. Так же неудачно было наступление союзников в зоне реки Черны, начатое 5 мая, вследствие недостатка артиллерии, неблагоприятной горной местности (еще со снегом на высотах) и организованных контратак болгар. После десятидневных кровопролитных боёв оно было приостановлено, так как уже не обещало успеха.
Общее положение на Западном фронте Антанты, заставившее потерять надежду на окончание войны в 1917 года, вызвало указание французского главного командования генералу Саррайлю приостановить начатую операцию по его усмотрению, что и было сделано 23 мая.
Общие потери за это время доходили до 20 тысяч человек (11 тысяч французов, 6 100 англичан и 900 сербов) при численности группы армий генерала Саррайля в 660 тысяч чел. (240 тысяч англичан, 200 тысяч французов, 130 тысяч сербов, 50 тысяч итальянцев, 17 тысяч русских и 23 тысяч греков). На неудачу наступления повлияло также недостаточное снабжение восточных армий техникой и особенно тяжелыми орудиями. Неудача наступления объясняется также вспышками начавшихся стихийно, как и во Франции, революционных движений в Восточной французской армии, охвативших некоторые части. Так, в конце мая в Македонии совместно выступили 242-й, 260-й и 317-й пехотные полки. Также приняли участие в выступлении, но разновременно, все полки колониальной пехоты. Движение в последней было жестоко подавлено генералом Саррайлем.
С июля и до конца 1917 года фронт союзников оставался почти без изменения. К западу от озера Охрида до Валоны располагался итальянский корпус Ферреро, не подчиненный командующему восточными армиями, генералу Саррайлю. В августе, в связи с действиями румынских армий, Саррайль дал войскам задачу сковывать неприятеля усиленными поисками и артиллерийской бомбардировкой. Затем в начале сентября на свободной от войск албанской территории была предпринята французами удачная операция, благодаря которой был захвачен район Поградца. Особое значение имел рейд французской конницы. Успех показал на возможность обхода в горной полосе правого фланга болгар при условии предварительного оттеснения действовавших в Албании австрийцев, оказывавших слабое сопротивление.
В итоге вовлечение Греции в войну на стороне Антанты позволяло союзникам уже не опасаться за свой тыл, который оказался обеспеченным. 22 декабря вместо отстраненного от командования группой восточных армий генерала Саррайля в командование ее вступил генерал Гильома. Гильома по прибытии в Салоники решил в первую очередь поднять «моральное» настроение войск, их дисциплину и боевую готовность. Кроме того, были приняты меры к улучшению кадров и работы штабов, была реорганизована тыловая служба, увеличена емкость санитарных учреждений, расширена сеть связи, был создан специальный орган по использованию в Македонии рудников, лесов и различных культур с целью уменьшения ввоза из метрополий и, наконец, создан общесоюзный штаб главнокомандующего.

## 1918 год
В марте 1918 года Россия, по условиям Брест-Литовского договора, вышла официально из войны. 
Начало кампании 1918 года не изменило военного положения на Салоникском фронте. Здесь продолжалось затишье, установившееся еще со второй половины 1917 года. Лишь в марте 1918 года командующий союзными войсками на Салоникском фронте приступил к изучению возможности перехода в наступление с ограниченной задачей сковывания противника. Наступление, по его расчетам, могло начаться не ранее осени. Вскоре обстановка изменилась. В связи с подготовкой наступления во Франции германцы вывели почти все свои войска с Салоникского фронта. Болгарская же армия, предоставленная собственным силам, была в состоянии лишь обороняться. С началом наступления германцев во Фландрии французское правительство, установив переброску германских войск с других фронтов, предписало командующему войсками Салоникского фронта генералу Гильома (позже его сменил Франше д'Эспере) принять все меры, чтобы сковать силы противника на Балканах и не допустить их переброску во Францию. В мае действия союзников на Салоникском фронте оживились. Была начата подготовка наступления на фракийском направлении — греческими войсками, а на сербском (вардарском) направлении — сербской армией. Но в июле французское командование приняло новое решение — о переходе в общее наступление. 3 августа оно было утверждено Высшим военным советом Антанты.
Подготовка войск Салоникского фронта к общему наступлению началась в первых числах августа 1918 г. Командование фронта наметило прорвать позиции болгар в труднодоступном районе восточнее реки Черны силами шести сербских и двух французских дивизий. Второй удар планировалось нанести в районе Монастира силами четырех французских, одной итальянской и одной греческой дивизий. Английские войска в долине реки Вардар наступательными действиями должны были сковать противника. На правом крыле фронта (восточнее озера Дойран) на четыре греческие дивизии возлагалась задача наблюдения за 2-й болгарской армией.

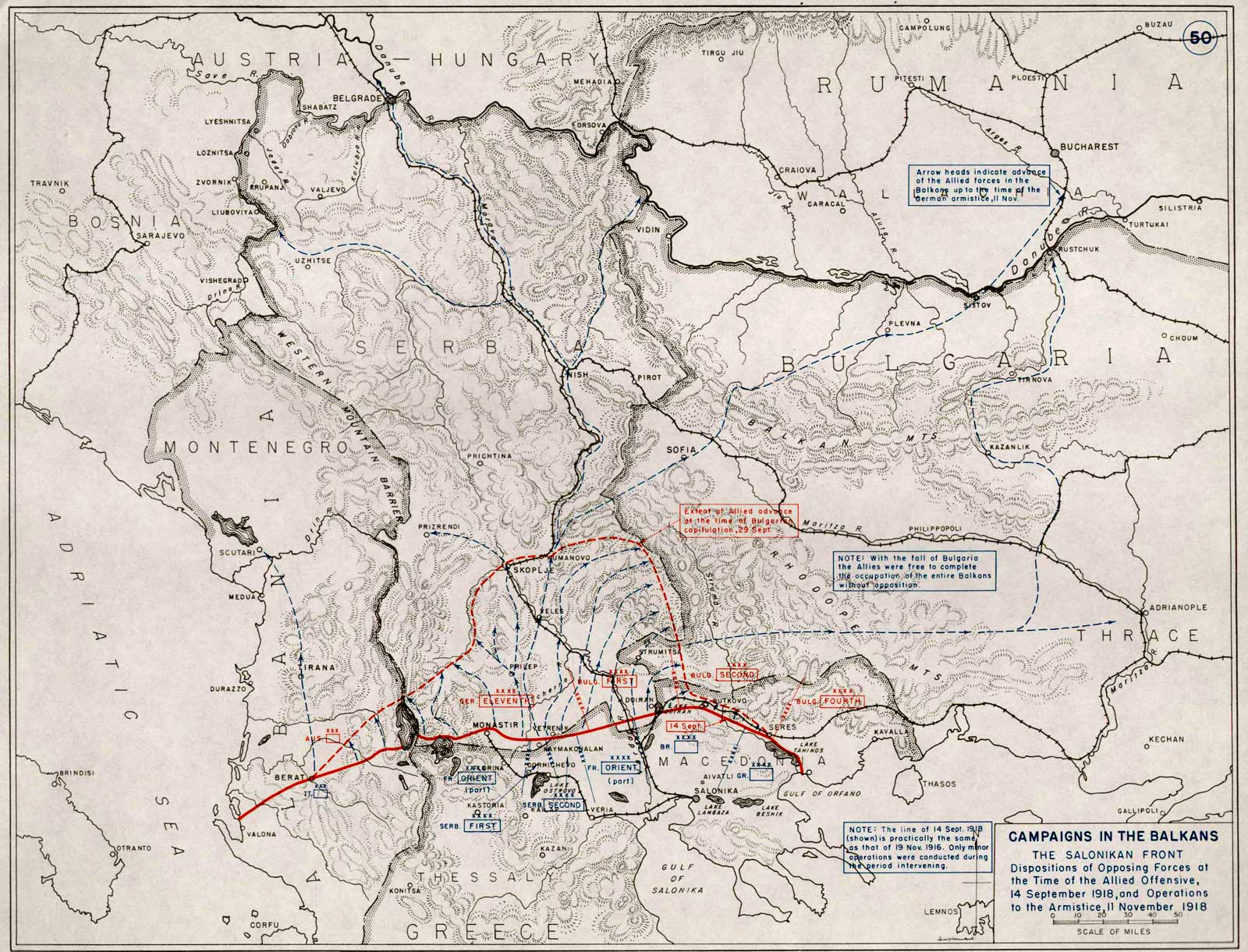
Наступление войска Антанты а сентябре-октябре 1918 г.

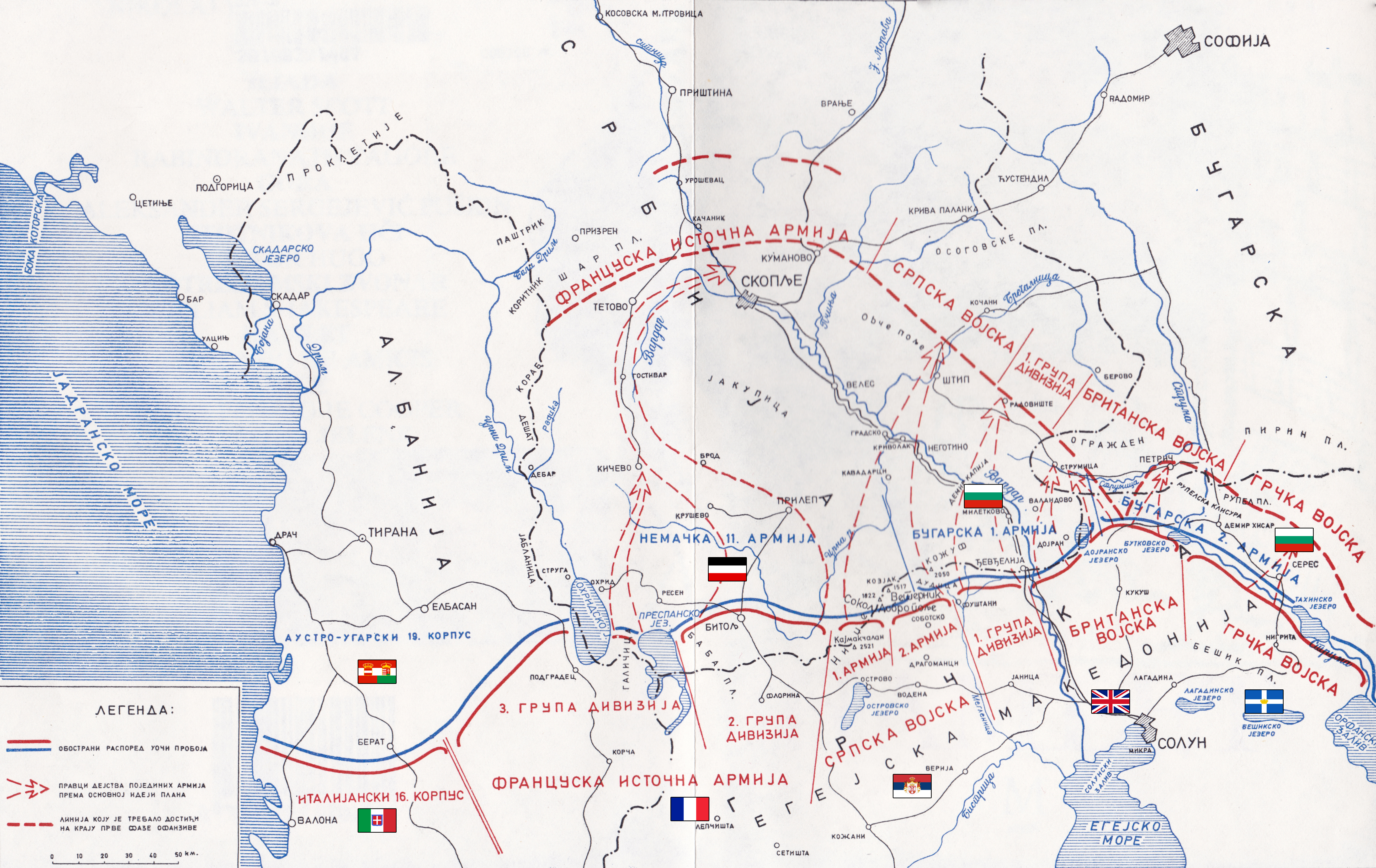
Прорыв фронта союзниками

Операция союзников началась 14 сентября в 7 часов артиллерийской подготовкой, которая длилась почти сутки. В 5 часов 30 минут 15 сентября две французские и одна сербская дивизии перешли в наступление. К вечеру оборона противника была прорвана на участке протяжением до 15 км. Для использования успеха были введены остальные пять сербских дивизий. На других участках фронта наступление также имело успех. К 18 сентября прорыв болгарского фронта достиг ширины в 25 км и глубины в 15 км. Это позволило союзникам организовать преследование, используя конницу и авиацию. В последующие дни наступление развивалось все более успешно.
К 20 сентября прорыв был расширен до 45 км по фронту и на 40 км в глубину. Германские резервы направлялись в Сербию. В районе города Ниш немцы надеялись задержать продвижение союзников. Но эти силы (четыре германские, три австрийские пехотные и одна кавалерийская дивизии) могли подойти к Нишу к середине октября. 21 сентября сербы достигли реки Вардар у Криволака, нарушив связь между войсками 11-й и 2-й армий противника, вследствие чего 11-я армия начала отход. 22 сентября наступление охватило фронт шириной в 150 км от озера Дойран до Монастира.
Болгары поспешно отступали, оставляя тысячи пленных, артиллерию, обозы. 26 сентября сербские войска находились уже в районе Велеса. Правее англичане захватили Струмицу и продвигались на Софию — столицу Болгарии. На западе итальянцы заняли Крушево. За 10 дней продвижение в центре достигло 100 км в глубину.
Болгарский фронт был глубоко рассечен. 11-я армия, прижатая к труднопроходимому горному хребту, капитулировала. В плен сдались 77 тысяч солдат, 1600 офицеров, 5 генералов (четверть всей болгарской армии). Победителями было захвачено около 500 орудий, 10 000 лошадей, огромное количество оружия и продовольствия.
Поспешное отступление своих войск правительство Болгарии попыталось остановить силой. Но это лишь усилило возбуждение солдат и привело к восстанию 24 сентября в нескольких частях отступающей армии, возглавляемому солдатскими комитетами. К утру 28 сентября 10 тысяч повстанцев, двигаясь на Софию, достигли села Владая в 15 км от столицы. Это вызвало панику в Софии. Царь Фердинанд и правительство уже собирались бежать. Но им на помощь пришло германское командование. Оно направило в Софию свою 217-ю дивизию, подразделения которой прибыли в ночь на 30 сентября. При помощи германской армии восстание было подавлено. Болгарское правительство стало спешить с заключением перемирия, которое и было подписано 29 сентября 1918 г. Оно вступало в силу с 12 часов 30 сентября.
В результате капитуляции Болгарии Антанта заняла выгодное положение на Балканах. Ее армии угрожали тылу германских войск в Румынии. Прерывалась связь между Центральными державами и Турцией. Создавались условия для вторжения в пределы Австро-Венгрии и удара по Германии с юга. Для этого выделялось 17 дивизий (сербских, французских и английских). Их первейшей задачей являлся выход на реку Дунай у Белграда. Часть войск союзников направлялась по болгарским железным дорогам на Рущук, Систово для оказания помощи Румынии и вовлечения ее вновь в войну на стороне Антанты. Семь с половиной союзных пехотных дивизий предназначались для удара по Турции со стороны Балкан и захвата черноморских проливов. Шесть дивизий оставалось в резерве.
1-я сербская армия 4 октября разбила у Враньи 9-ю австрийскую пехотную дивизию, прикрывавшую сосредоточение у Ниша германских резервов. Немецкие войска также были вынуждены отступать. 12 октября сербы заняли Ниш. 1 ноября они вступили в Белград, пройдя за 45 дней с начала наступления 500 км. Французская кавалерия 30 октября овладела городом Неготин и на берегах Дуная вошла в соприкосновение с арьергардами противника. Союзные войска, направленные в Румынию (две французские и одна английская дивизии), 10 ноября переправились через Дунай у Рушука, Систово, Никополя и устроили там предмостные укрепления. В этот же день Румыния объявила мобилизацию и вновь выступила на стороне Антанты. Германская армия Макензена, действовавшая в Румынии, начала отход через Трансильванию. Союзные войска дошли до линии Эдирне (Адрианополь), Дедеагач, создав угрозу Константинополю.
Судьба российских войск.
После принятия Советским правительством Декрета о мире солдаты потребовали немедленного возвращения в Россию. Однако французское командование заявило, что Декрет о мире не распространяется на русские войска за границей. 
К концу февраля 1918 года русские войска были разделены на три категории (группы): военные добровольцы, отправленные во Францию, трудовые рабочие и лица, требовавшие немедленного возвращения в Россию (последние были отправлены в Северную Африку).

### Комментарии
1. ↑  Португалия оказывала логистическую поддержку союзникам на Салоникском фронте, используя свой торговый флот для транспортировки припасов (топлива, боеприпасов, продовольствия) по маршруту Марсель — Салоники. Эта поддержка осуществлялась с 1916 до ноября 1918 года, и португальский торговый флот понёс значительные потери от подводных лодок Центральных держав в Средиземноморье[1]. Кроме того, в составе многонациональной Восточной союзной армии на фронте также присутствовало небольшое число португальских войск[2].